# آیینه‌دل
آیینه‌دل (نام علمی: Opisthoproctus grimaldii) نام یک گونه از سرده سرین‌پشت است.